# Bohdan Chmelnický (opera)
Bohdan Chmelnický (v ukrajinském originále Богдан Хмельницький) je hrdinsko-vlastenecká opera o čtyřech dějstvích a sedmi obrazech ukrajinského (sovětského) skladatele Kosťantyna Fedorovyče Daňkevyče na libreto spisovatelů O. Je. Kornijčuka a W. Wasilewské z let 1948–1950.

## Vznik a historie opery
Významný ukrajinský skladatel poloviny 20. století Kosťantyn Fedorovyč Daňkevyč (v ruském přepisu Konstantin Fjodorovič Dankevič) napsal svou nejrozsáhlejší operu a současně nejvýznamnější dílo, operu Bohdan Chmelnický, za dva a půl roku v letech 1948–1950. V té době měl za sebou, vedle řady jiných vokálních a instrumentální skladeb, operu Tragická noc (1935), balet Lilie (1940) a hudební komedii Zlaté klíče (1942). Libreto mu napsal spisovatel, publicista a politický pracovník Oleksandr Kornijčuk (v ruském přepisu Alexandr Jevdokimovič Kornejčuk) společně se svou družkou, polsko-ukrajinskou spisovatelkou a političkou Wandou Wasilevskou (v ruském přepisu Vanda Lvovna Vasilevskaja, v ukrajinském Vanda Ľvivna Vasylevska).
Opera vznikla v reakci na události druhé světové války a v rámci přípravy oslav 300. výročí spojení Ukrajiny s Ruskem (Perejaslavská rada, 1654). Měla premiéru v Kyjevě 29. ledna 1951, dirigoval Volodymyr Josypovyč Piradov. Přes jasný politický obsah a přesto, že oba libretisté byli známi vystupováním proti ukrajinskému „buržoaznímu nacionalismu“, byl Bohdan Chmelnický ve stranickém tisku podroben tvrdé kritice, neboť v libretu nebyla dostatečně zdůrazněna „pokroková úloha ruského cara a bojarů v životě ukrajinského lidu“. Libretisté a skladatel operu přepracovali, mj. připsali scény vyjadřující útlak Ukrajinců ze strany polské šlechty (prolog, 2. obraz 2. dějství) a rozšířili závěr. V této podobě pak měla opera premiéru 25. června 1953.
Tato verze již byla přijata i ze strany kritiky příznivě. Vedle ostatních ukrajinských divadel (Charkov, Lvov, Oděsa, Doněck) se hrála v Moskvě, Leningradě, Tbilisi, Saratově a dalších městech; podle muzikologa A. A. Gozenpuda „obešla většinu scén Sovětského svazu“. V Kyjevě se hrála od roku 1965 v nové orchestraci B. Jarovinského. Úspěch opery značně pomohl Dankevičově kariéře: roku 1953 se stal profesorem na kyjevské konzervatoři, ropku 1954 se stal národním umělcem SSSR, roku 1956 předsedou Ukrajinského svazu skladatelů.
Po rozpadu Sovětského svazu a osamostatnění Ukrajiny je uvádění opery, jejímž hlavním předmětem je oslava ukrajinsko-ruského soustátí, problematické; pokusy o oživení směřují především k záchraně cenné Daňkevyčovy hudby. Po koncertním provedení v Oděse k nedožitým 90. narozeninám skladatele (1995) nastudovalo operu k jeho stému výročí Doněcké akademické státní divadlo opery a baletu Anatolije Solovjaněnka (premiéra 24. prosince 2005). Původně pětihodinovou operu značně zkrátili (mj. redukovali o jedno dějství a škrtnuli 7 z 24 sólových postav) a upravili režisér Vasyl Vovkyn a skladatel a dirigent Vasyl Vasyljenko, za spolupráce vdovy po skladateli O. F. Daňkevyčové. Krácení postihlo zejména patetickou závěrečnou scénu Perejaslavské rady; naopak skladatel Jevhen Stankovyč na základě Daňkevyčových náčrtků dopsal nový epilog.
V českých zemích Bohdan Chmelnický uveden nebyl, závěrečný sbor Velikému ruskému národu sláva však měl v repertoáru Armádní umělecký soubor Víta Nejedlého.

## Osoby
- hejtman Ukrajiny Bohdan Chmelnický – baryton
- vyslanec Veliké Rusi – bas
- plukovník Maksym Kryvonis – bas
- plukovník Bohun – tenor
- plukovník Hanža – bas
- Varvara – soprán
- Solomija – mezzosoprán
- Helena – soprán
- diákon Havrylo –bas
- Tur – bas
- Nyva – baryton
- Žurba – tenor
- Lyzohub – tenor
- košový hejtman – bas
- Kožuch – tenor
- Šajtan – baryton
- ataman donských kozáků – bas
- setník – tenor
- první běženec – bas
- druhý běženec – tenor
- Potocki – bas
- Kalinowski – tenor
- Lentowski – tenor
- velitel – bas
- plukovníci, setníci, záporožci, vesničané – muži, ženy a děti, měšťané, duchovenstvo, kobzaři, donští kozáci

## Děj opery
Odehrává se na Ukrajině v polovině 17. století, čtvrté dějství konkrétně 8. ledna 1654.

### Prolog
Náves ukrajinské vesnice. Národ žije pod nenáviděnou nadvládou polské šlechty. Každý, kdo se postaví na odpor, je krutě potrestán. Právě se připravuje poprava – upálením na hranici – dvou kozáků, Nyvy a Žurby. Polští žoldnéři je přivádějí a přivazují ke kůlům. Mezi přihlížejícími jsou i Nyvova žena Varvara a Žurbova dcera Solomija. Nyva a Žurba ještě na hranici proklínají své katany a vyzývají lid k odporu a pomstě. Ten si jejich poslední slova bere k srdci.

### 1. dějství
(1. obraz) Náměstí před pevností v Záporožské Siči. Kozáci se věnují zábavě i cvičení: plukovník Bohun je učí zacházet se šavlí. Tu se objeví běženci z Pravobřežní Ukrajiny, kteří před útiskem utekli a ozbrojeni kosami, vidlemi a sekerami se rozhodli přidat k Záporožcům. Jejich vůdcem je Maksym Kryvonis a mezi nimi se nacházejí i Varvara a Solomija. Kryvonis a po něm Varvara popisují utrpení lidu. Uprchlíkům z Pravého břehu se dostane od kozáků vřelého uvítání. Kryvonis si však přeje vidět hejtmana a položit mu otázku, zda je pravda, že vyslal posly k polskému králi a že se povstání odkládá. Bohdan Chmelnický přichází a odpovídá: Ano, vyslal posly – ne však ke králi, ale do Moskvy k carovi, aby poprosil o pomoc bratrský ruský národ. Povstání brzy začne. Kozáci i nově příchozí vesničané přijmou zprávu s nadšením a oslavují ji; jejich radost rozvernou pijáckou písní vyjádří diákon Havryl. Bohdan vysílá na Ukrajinu potulné pěvce – kobzary –, aby lid na povstání ideologicky připravili.
(2. obraz) Padla noc. Bohdan se obrací ke kozákům s plamennou řečí, doplní jej Bohun s vizí lepších dnů pro Ukrajinu. Kozácké vojsko se se zpěvem vydává na pochod.

### 2. dějství
(1. obraz) Kozácké vojsko oblehlo zámek magnáta hraběte Potockého; do jeho týla však míří polské posily knížete Wisznowieckého. Bohdan drží s náčelníky svého vojska válečnou poradu. Vojenský písař Lyzohub, tajný přeběhlík, radí k dlouhému obléhání, ale Bohdan tuto strategii odmítá. Kryvonis navrhuje válečnou lest: jeden z kozáků se dá zajmout a bude Polákům předstírat, že Wisznowieckého pluk již dorazil. To přesvědčí Poláky, aby otevřeli brány pevnosti a podnikli výpad, čehož kozáci využijí k proniknutí do zámku. Tento plán je přijat a má být uskutečněn hned ráno.
Osamělého Bohdana, který pozoruje noční krajinu, překvapí příchod plukovníka Hamži s jeho vojáky, kteří zajali polskou šlechtičnu. V ní hejtman poznává svou choť Helenu. Ta jej prosí o milost a tvrdí, že se v táboře jeho nepřátel nacházela proti své vůli. Bohdan své manželce nevěří, ale protože je dobrým zvykem před bitvou promíjet svým blízkým, odpouští jí.
S úsvitem se kozáci hotoví k útoku. K nebezpečné úloze návnady se přihlásí starý kozák Tur. Bohdan chválí jeho odvahu a je přesvědčen, že národ, který má tak odvážné mužem, nemůže být otroky.
(2. obraz) V zámku se hrabě Potocký a jeho důstojníci modlí k Bohu za zdar svých zbraní. Stráže přivádějí zmučeného Tura, který před smrtí „vyzrazuje“, že vojska Wisznowieckého již útočí na kozácké oddíly. Rozradostněný Potocký reaguje tak, jak kozáci čekali, a dává povel k útoku. Brzy je však jeho vojsko zatlačeno Chmelnického oddíly a hejtman sám slavnostně vstupuje do pevnosti, z jejíchž sklepení jsou vyváděni osvobození zajatci.

### 3. dějství
Bohdanovo vojsko opanovalo Kyjev, ale mezi jeho nejbližšími jsou dva, kteří mu usilují o život: Lyzohub, kterého ponoukají k vraždě jezuité, a Helena, kterou do kozáckého zajetí poslali lstivě Poláci, aby hejtmana otrávila. O spiknutí se dozvídá Bohdan, ale Lyzohub podnikne protiútok: pod Bohunovým jménem napíše zrádcovský dopis Wisznowieckému, který nechá vzápětí zachytit a předat Chmelnickému. Mnozí, zejména Kryvonis, nemohou v Bohunovu zradu uvěřit, ale Bohdan ho předává kozáckému soudu. Uražený Bohun se odmítá hájit a je odsouzen k smrti.
Když Bohdan osamí se svou ženou, namíchá mu Helena do vína jed. Zpozoruje to však Varvara, a aby hejtmana zachránila a současně odhalila chystaný zločin, vypije pohár sama a klesá mrtva. Bohdan pochopí a nechá Helenu zatknout. Když ji stráže odvádějí, Lyzohub, bojící se, že ho Helena prozradí, k ní přistoupí a probodne ji. Snaží se svůj čin odůvodnit rozhorlením nad její zradou na hejtmanovi, chycený jezuitský špeh však prozradí písařovy styky s nepřítelem. Spiknutí tak vyjde najevo, Lyzohub je uvězněn a Bohdan dává rozkaz k Bohunovu propuštění.

### 4. dějství
Náměstí v Perejaslavi, 8. ledna 1654. Slavnostně vystrojený lid očekává velkou událost. Z chrámu vycházejí za zvuku zvonů Bohdan a posel z Moskvy, který čte poselství ruského cara, provolávajícího slávu svobodné Ukrajině. Národ jásá a Bohdan vyhlašuje věčný svazek Kyjeva s Moskvou.

## Diskografie
- (1953) Bohdan Chmeľnyc'kyj, opera o 4 dějstvích. Zpívají Bohdan Chmeľnyc'kyj — М. Hryško, posel Velké Rusi  — V. Matvejev, Maksym Kryvonis  — B. Hmyrja, Bohun — V. Boryščenko, Varvara — N. Hončarenko, Solomija — L. Rudenko, Lyzohub — S. Kohan, diákon Havrylo — М. Romens'kyj, Helena — L. Lobanova, Tur — P. Hajčuk, Potocki — М. Častij, košový hejtman — D. Hnatjuk, sbor a orchestr Kyjevského státního divadla opera a baletu T. Ševčenka, dirigent Volodymyr Josypovyč Piradov. Vydalo nakladatelství «Мелодія», Д 01813-22, 1954, na 5 LP; nakladatelství «Вектор-Вега», 2005, na 3 CD.